# Монки
Мо̀нки (на полски: Mońki; на литовски: Monkos) е град в Североизточна Полша, Подляско войводство. Административен център е на Монешки окръг, както и на градско-селската Монешка община. Заема площ от 7,66 км2. Към 2010 година населението му възлиза на 10 352 души.